# Garypinidae
Famille
Les Garypinidae sont une famille de pseudoscorpions.
Elle comporte plus de 80 espèces dans 21 genres actuels.

## Distribution
Les espèces de cette famille se rencontrent en Amérique, en Asie, en Afrique, en Océanie et en Europe du Sud.

## Liste des genres
Selon Pseudoscorpions of the World (version 3.0) :
- Aldabrinus Chamberlin, 1930
- Amblyolpium Simon, 1898
- Caecogarypinus Dashdamirov, 2007
- Galapagodinus Beier, 1978
- Garypinidius Beier, 1955
- Garypinus Daday, 1888
- Haplogarypinus Beier, 1959
- Hemisolinus Beier, 1977
- Indogarypinus Murthy & Ananthakrishnan, 1977
- Nelsoninus Beier, 1967
- Neoamblyolpium Hoff, 1956
- Neominniza Beier, 1930
- Oreolpium Benedict & Malcolm, 1978
- Paraldabrinus Beier, 1966
- Protogarypinus Beier, 1954
- Pseudogarypinus Beier, 1931
- Serianus Chamberlin, 1930
- Solinellus Muchmore, 1979
- Solinus Chamberlin, 1930
- Teratolpium Beier, 1959
- Thaumatolpium Beier, 1931

et décrit depuis :
- † Baltamblyolpium Stanczak, Harvey, Harms, Hammel, Kotthoff & Loria, 2023

## Systématique et taxinomie
Cette famille a été décrite par Daday en 1888 comme une sous-famille des Cheliferidae. Elle est considérée comme une sous-famille des Olpiidae par Chamberlin en 1930. Elle est élevée au rang de famille par Judson en 2005.

## Publication originale
- Daday, 1888 : « A Magyar Nemzeti Muzeum álskorpióinak áttekintése. » Természetrajzi Füzetek, vol. 11, p. 111-136 & 165-192.